# Савјет Федерације
Савјет Федерације (рус. Совет Федерации) горњи је дом Федералне скупштине Руске Федерације.

## Састав
Савјет Федерације се састоји из сенатора Руске Федерације:
- по два представника од сваког субјекта Руске Федерације;
- бивши предсједници Руске Федерације;
- највише 30 именованих представника.

Бивши предсједници и највише седам именованих представника су доживотни сенатори. Све именоване представнике поставља предсједник Руске Федерације.
Сенатори из своје средине бирају предсједника Савјета Федерације и његове замјенике.

## Дјелокруг
Савјет Федерације је надлежан за:
- потврђивање промјена граница између субјеката Руске Федерације;
- потврђивање указа предсједника Руске Федерације о увођењу ратног стања;
- потврђивање указа предсједника Руске Федерације о увођењу ванредног стања;
- одлучивање о могућности употребе Оружаних снага Руске Федерације изван територије Руске Федерације;
- расписивање избора за предсједника Руске Федерације
- разрјешење предсједника Руске Федерације; лишавање неприкосновености бившег предсједника Руске Федерације;
- именовање предсједника, замјеника предсједника и судија Уставног суда Руске Федерације и Врховног суда Руске Федерације на предлог предсједника Руске Федерације;
- спровођење консултација у вези са именовањем и разрјешењем генералног тужиоца Руске Федерације на предлог предсједника Руске Федерације;
- именовање и разрјешење предсједника Рачунске коморе Руске Федерације и половине аудитора на предлог предсједника Руске Федерације;
- спровођење консултација у вези са именовањима руководилаца федералних органа извршне власти (укључујући федералних министара) који стоје на челу ресора одбране, безбједности државе, унутрашњих послова, правде, иностраних послова, ванредних ситуација и јавне безбједности.

Федералне законе усваја Државна дума, а одобрава их Савјет Федерације. Усвојени закон се сматра одобреним када за њега гласа више од половине сенатора или уколико се не претресе у року од 14 дана. Уколико Савјет Федерације одбије закон тада може са Државном думом формирати заједничку комисију за усаглашавање након чега се закон поново претреса у Државној думи. У случају несагласности Државне думе и Савјета Федерације закон се сматра коначно усвојеним уколико при поновљеном гласању за њега гласа најмање 2/3 депутата Државне думе.